# П'ятничани (Вінниця)
П'ятнича́ни — частина міста Вінниці.
Колишнє село, включено до складу міста за часів керівництва радянської влади.
Розташовується поблизу Середмістя, неподалік річки Південний Буг.
Центральні артерії — вул. Івана Богуна, Ольги Кобилянської.
Тут знаходиться міський П'ятничанський цвинтар.

## Транспорт
Міський автобус номер 5. Розклади розміщено на зупинках та сайті depo.vn.ua

## Фотогалерея

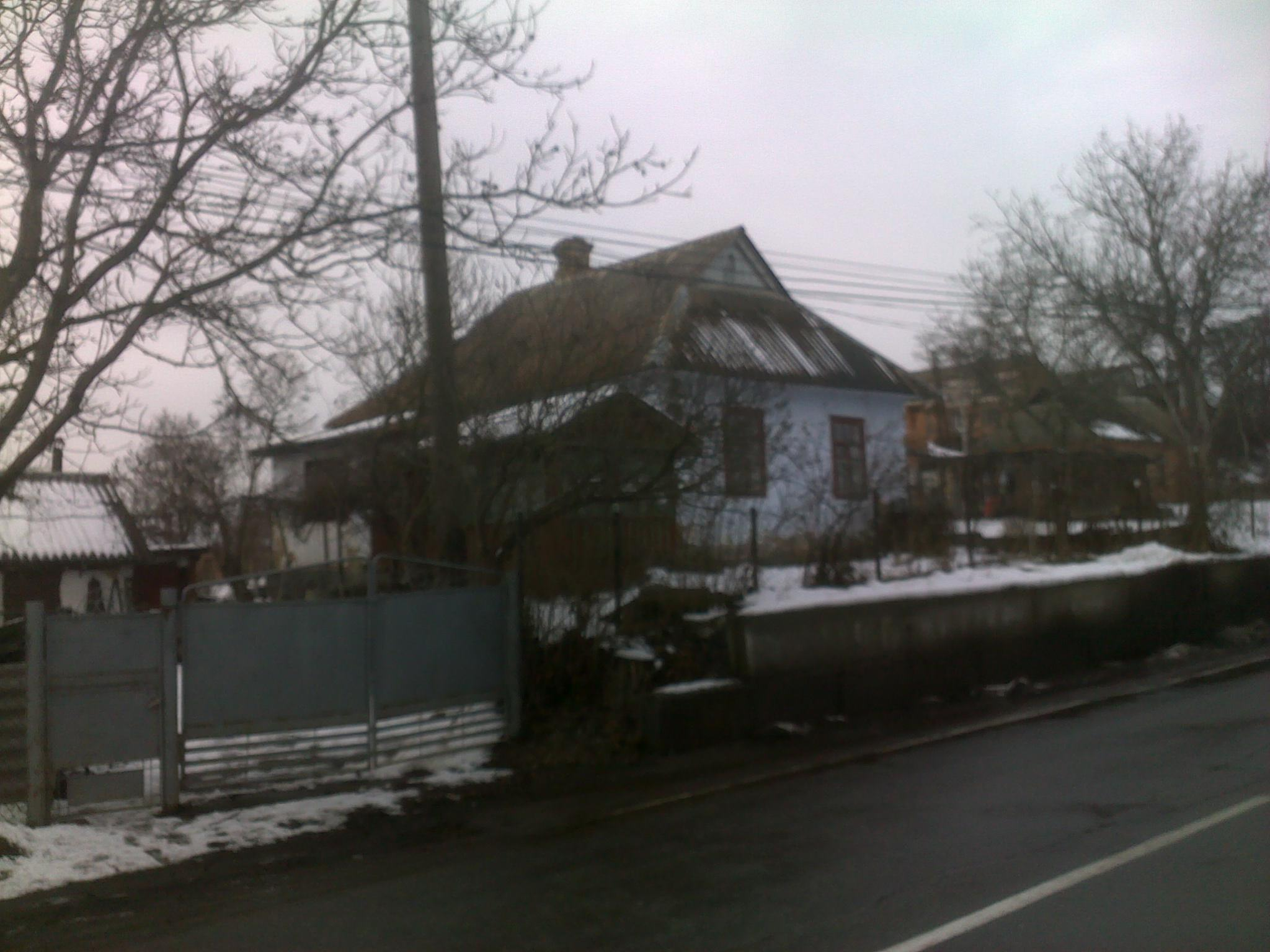
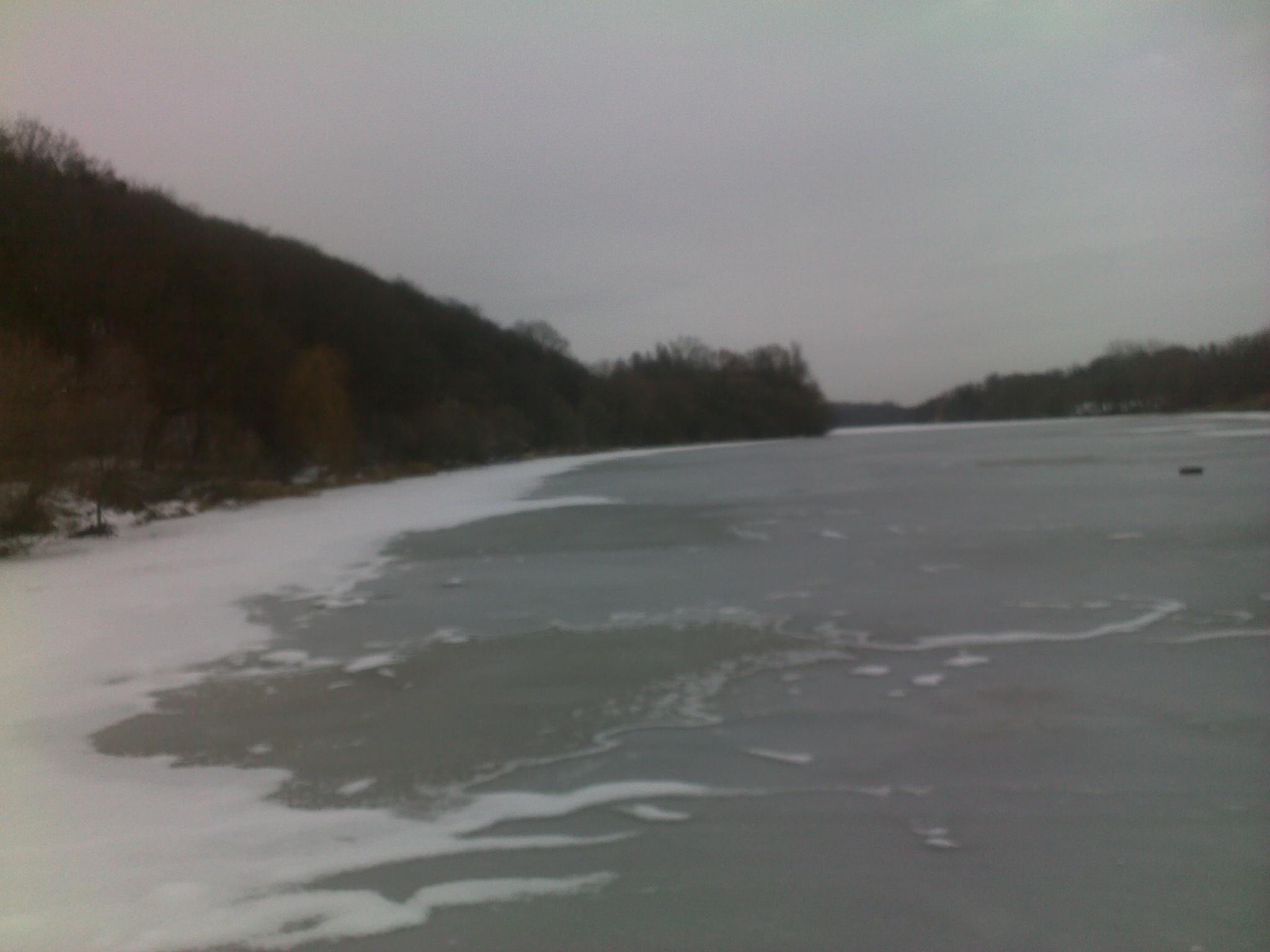
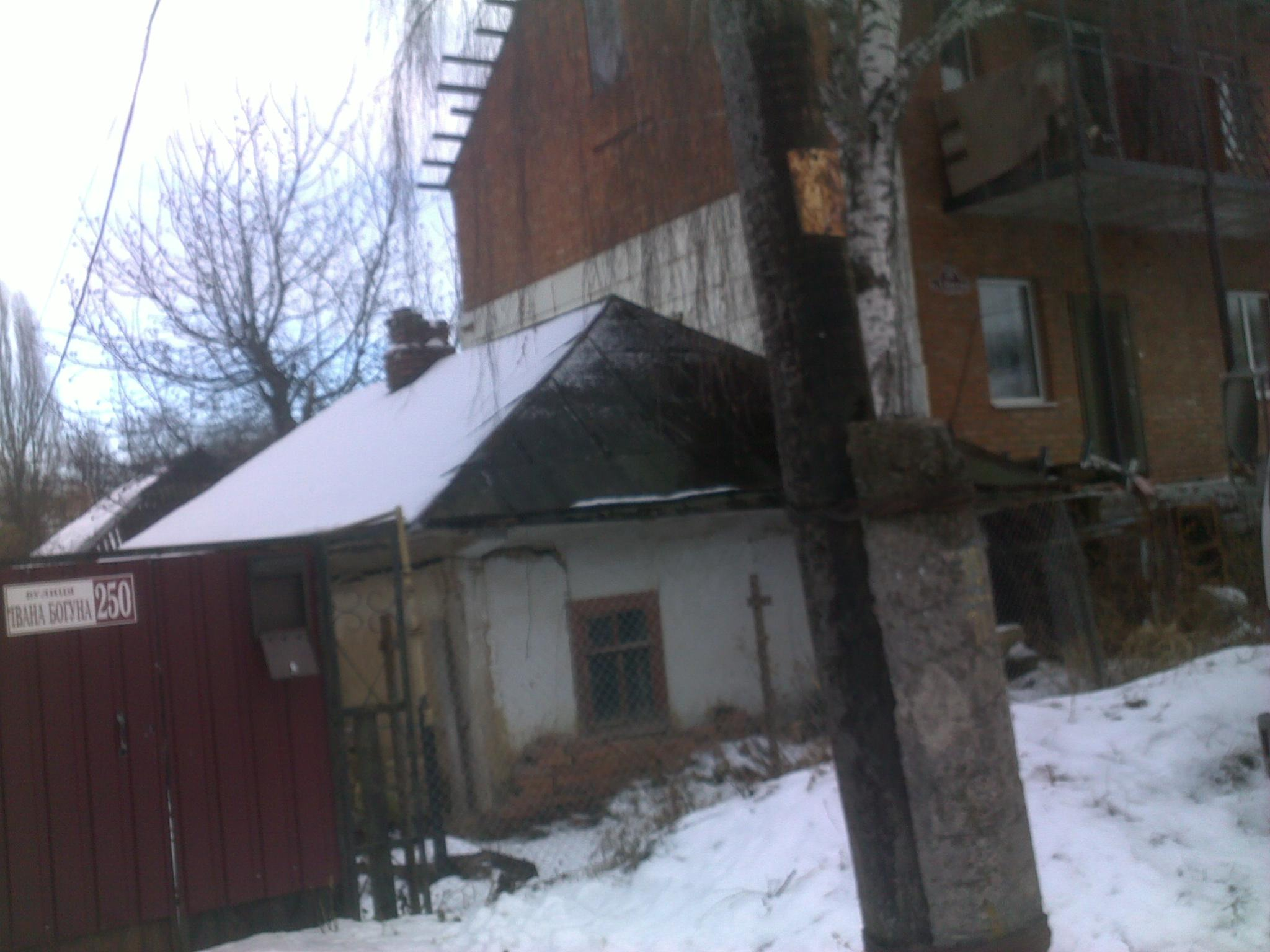
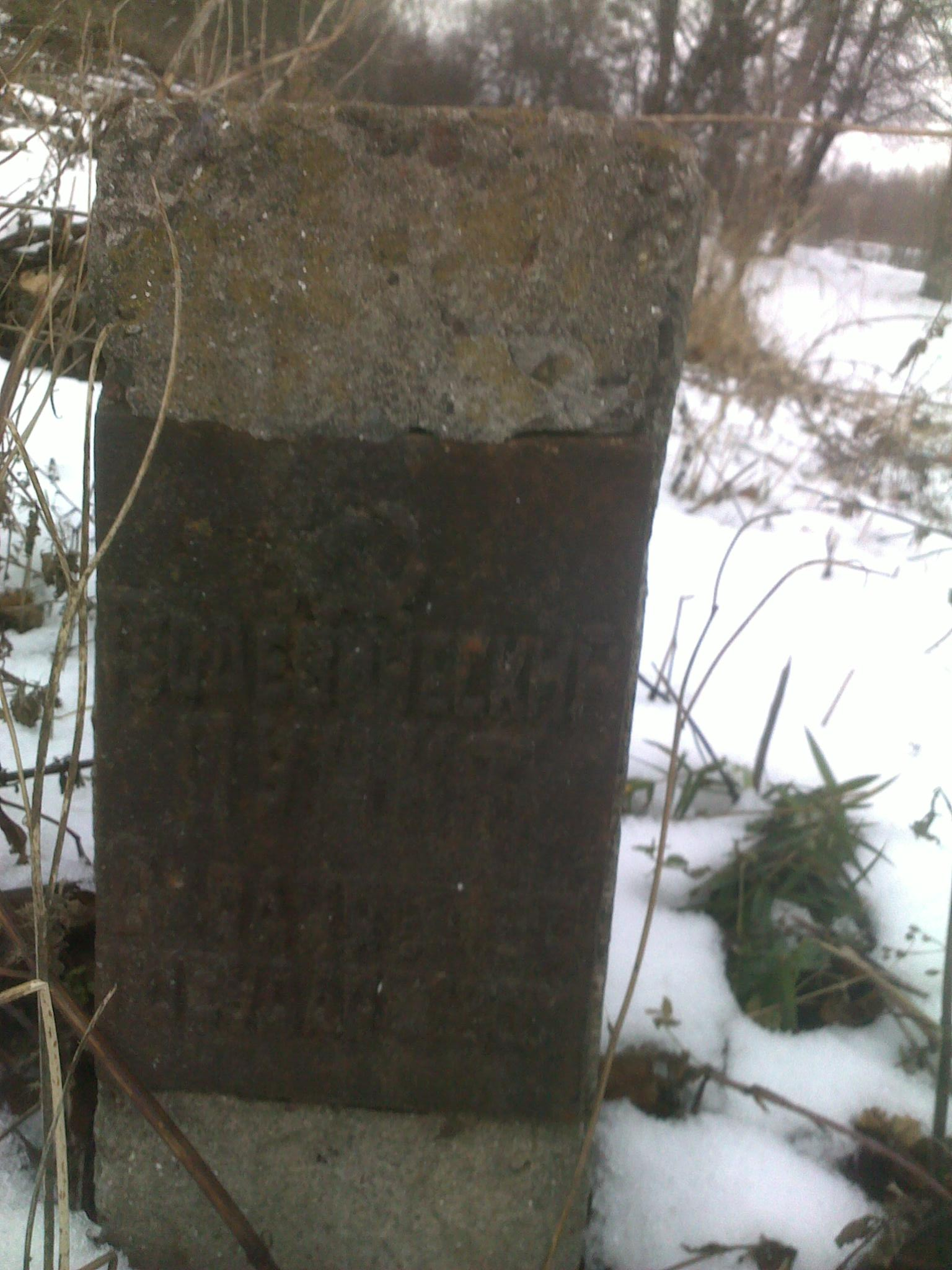
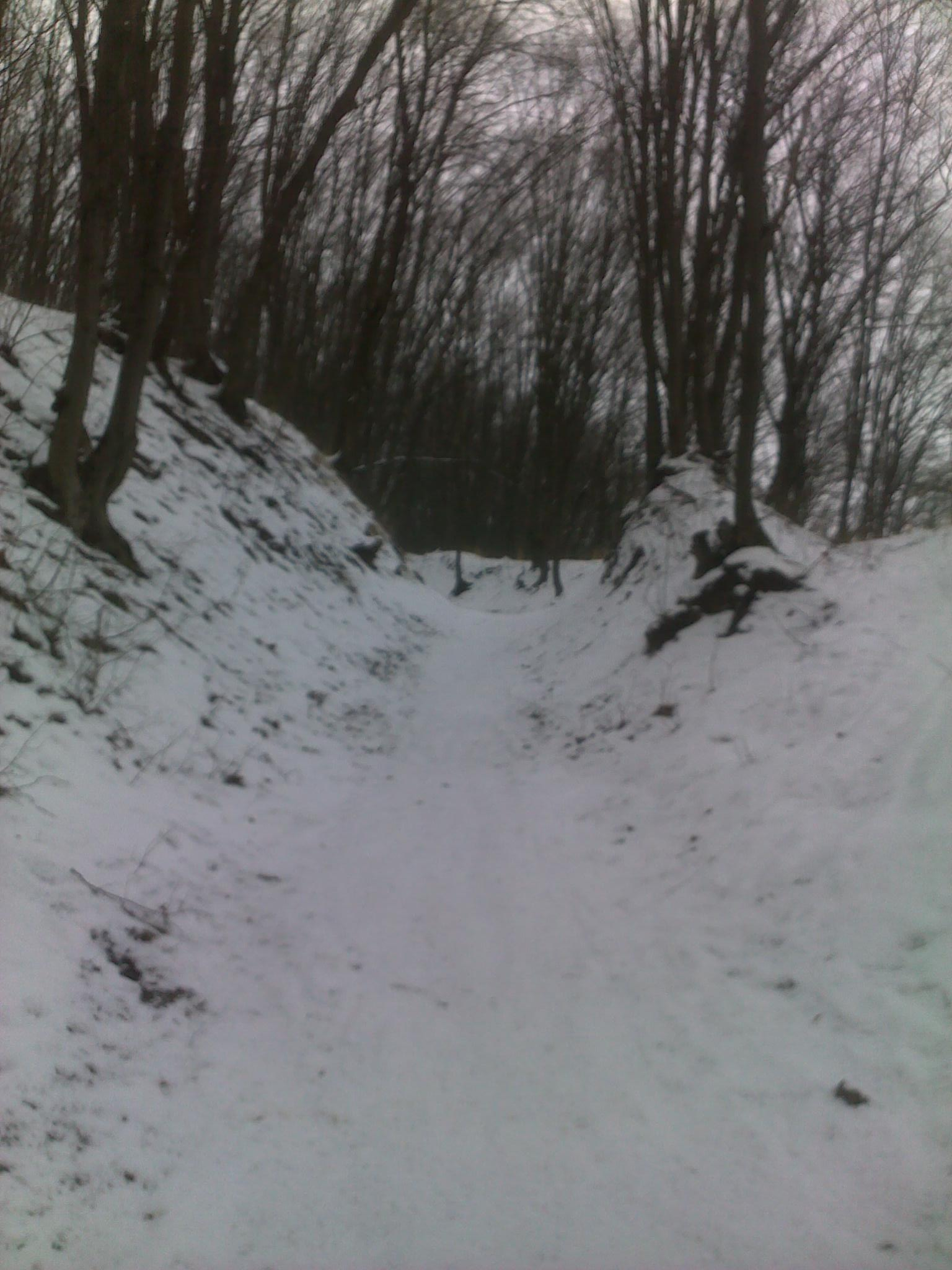
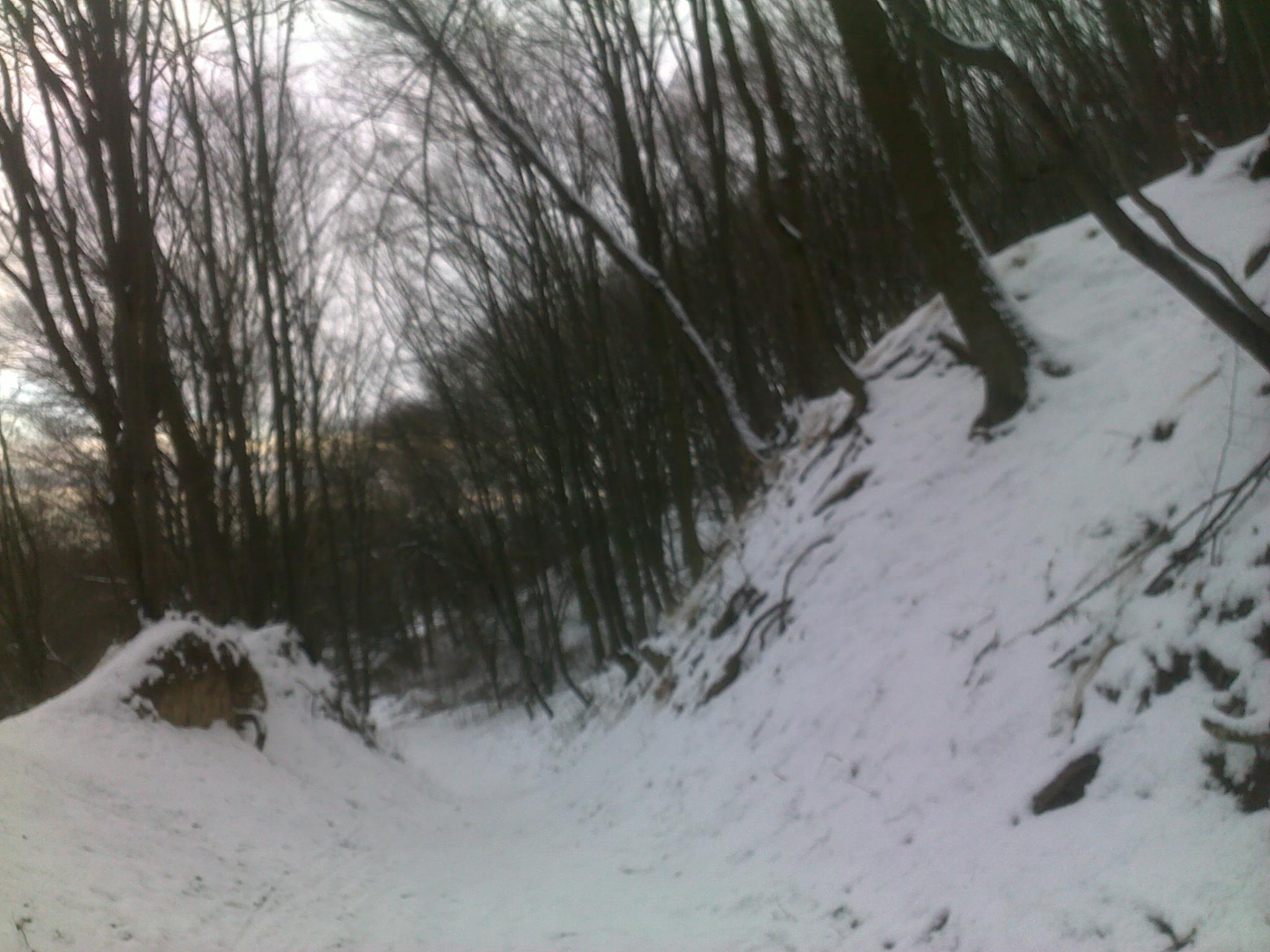

## Люди
В селі народився Тадеуш Перемислав Міхал Грохольський (1839—1913) — польський живописець і графік.